# Share The Love (THE Sharehappi from 三代目 J Soul Brothers from EXILE TRIBEの曲)
「Share The Love」（シェア・ザ・ラブ）は、THE Sharehappi from 三代目 J Soul Brothers from EXILE TRIBEが2015年10月15日にリリースした配信限定シングルである。

## 概要
- この楽曲は、2015年9月から2年間、江崎グリコ「ポッキー」のCMソングとして使用された。
- 振り付けは、メンバーの小林直己が考案した[5]。
- 2016年3月30日発売の三代目 J Soul Brothersの6thオリジナル・アルバム『THE JSB LEGACY』と、2017年3月29日発売のベスト・アルバム『THE JSB WORLD』に収録された。

## チャート成績
- iTunesウィークリーランキングで、10月26日付から11月16日付まで4週連続1位を記録した。
- レコチョク週間ランキングでは、2週連続1位を記録、10月度月間1位を獲得した[6]。

## 収録曲
1. Share The Love
作詞：HIRO (Digz.inc)、作曲：HIRO (Digz.inc), Dirty Orange
  - 江崎グリコ『ポッキー』CMソング
  - 読売ジャイアンツの桜井俊貴投手の登場曲として使用されている。

## 収録アルバム
| 収録アルバム          | 楽曲           | 曲順 |
| --------------------- | -------------- | ---- |
| THE JSB LEGACY        | Share The Love | 4    |
| THE JSB WORLD(DISC-3) | Share The Love | 9    |